# Щетинконосцы
Щетинконосцы (лат. Molannidae) — семейство ручейников подотряда Integripalpia.

## Распространение
Голарктика, Юго-восточная Азия и Австралия. В России около 10 видов.

## Описание
Среднего размера ручейники. Нижнечелюстные щупики самок и самцов состоят из 5 одинаковых члеников. Оцеллии отсутствуют, сложные фасеточные глаза покрыты волосками. Число шпор на передних, средних и задних ногах равно 2, 4 и 4 соответственно. Личинки живут на дне водоёмом с медленно текучими водами и песчаным грунтом; полифаги. Домики строят из детрита и песчинок.